# ゲディミナス城

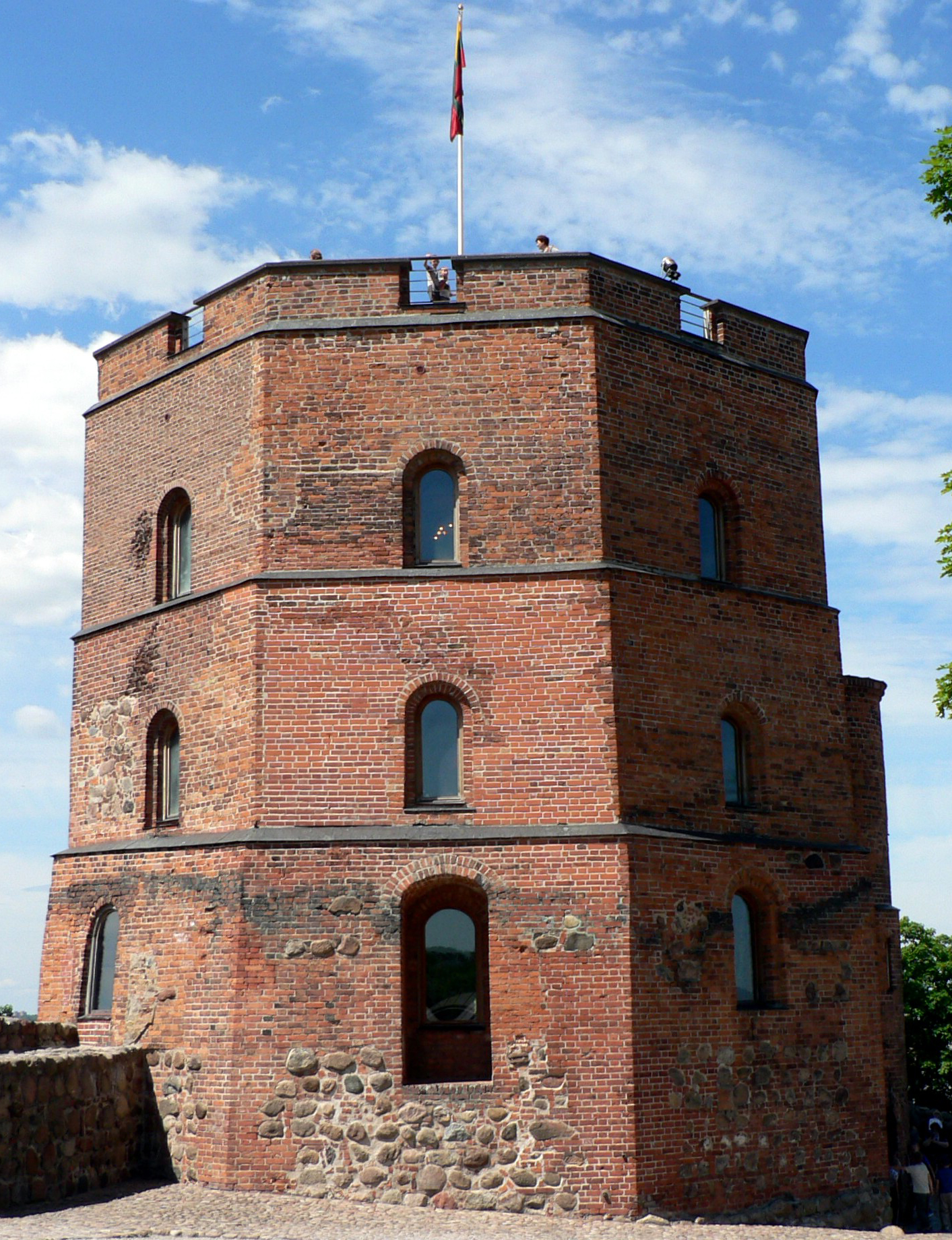
ゲディミナス塔

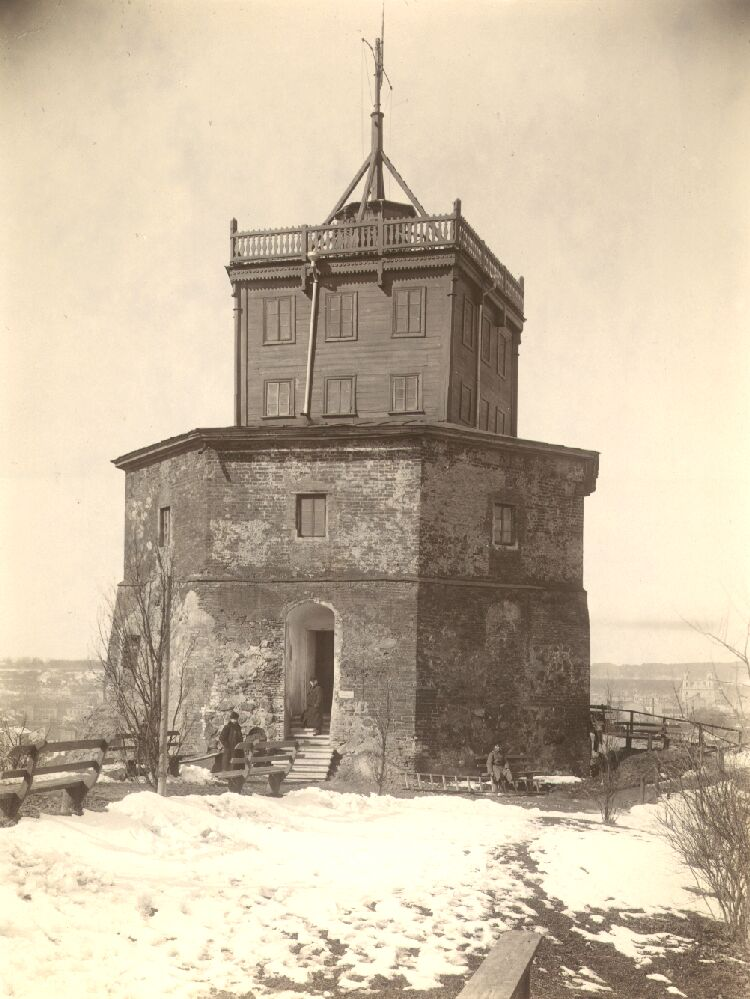
ゲディミナス塔（1906年）

ゲディミナス城（リトアニア語: Gedimino pilis）は、かつてリトアニアの首都ヴィリニュスにあったヴィリニュス城のうち、丘の上に建てられた上宮を指す。ゲディミノ城とも表記される。現在は一部しか残っておらず、現存する西の塔はゲディミナス塔ともよばれる。
12世紀にリトアニア大公ゲディミナスによってヴィリニュスの丘の上に木造の要塞が作られ、1409年にヴィータウタスによって煉瓦造りの要塞に変えられた。塔のうち3階部分は1930年にポーランド建築家ヤン・ブロフスキによって再建されたものである。
丘の上までは徒歩で登ることができ、またケーブル鉄道でも丘の上まで行ける。ヴィリニュスの旧市街を一望する絶景スポットでもある。
ゲディミナス塔は、ヴィリニュスとリトアニアのシンボルとして重要視され、かつて、リトアニアの通貨、リタスの紙幣にも描かれていた。また、ゲディミナス城を取り上げたリトアニア人の愛国的な詩や民俗音楽も多い。ソヴィエトからの独立運動が高まってきていた1988年10月7日、両大戦間期にリトアニア国旗として用いられていた黄・緑・赤の3色旗（後に再び国旗となった）が塔の上に掲げられた。